# The Veldt
The Veldt és un conte escrit per Ray Bradbury que va ser publicat originalment com "The World the Children Made" (literalment en català «el món que els nens van fer») en l'edició del 23 de setembre de 1950 a The Saturday Evening Post, més tard reeditat en l'antologia The Illustrated Man (literalment en català l'home il·lustrat), el 1951. Aquesta antologia és una col·lecció de contes que van ser publicats majoritàriament
de forma individual a revistes d'antelació.

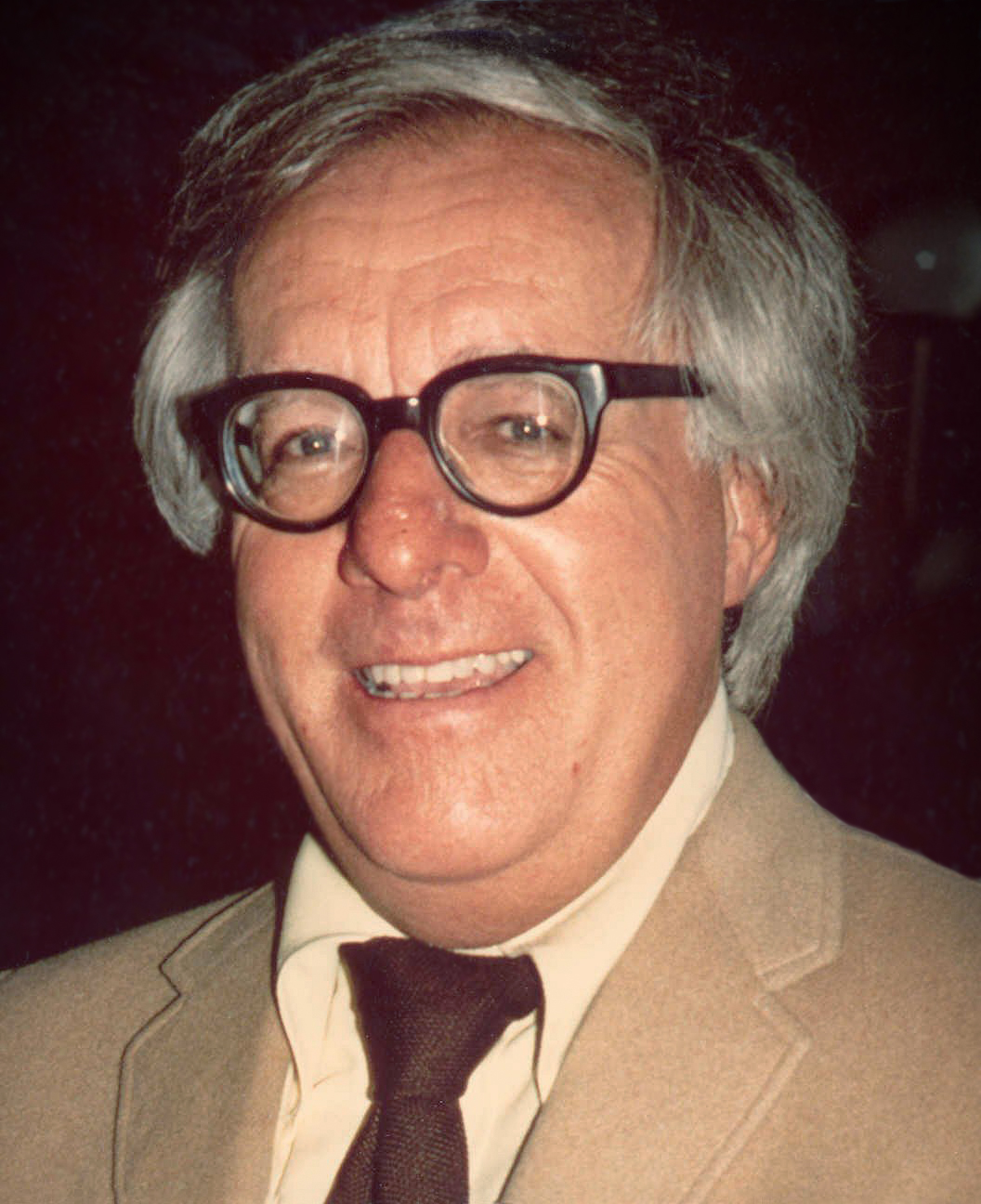
Ray Bradbury

## Sinopsi
Una família viu a una casa automatitzada dita "The Happy life Home," plena de màquines o dispositius que fan de tot para a ells, des de cuinar menjar, vestir-los, adormir-los. Els dos fills, Peter i Wendy, es queden fascinats amb la "guarderia", una sala de realitat virtual que és capaç de connectar-se telepàticament amb els nens per a reproduir qualsevol lloc que ells imaginen.
Els pares, George i Lydia, aviat s'adonaran que alguna cosa va malament amb la seva forma de vida. També estan perplexos que l'habitació dels nens es va quedar estancada en un context africà, amb els lleons a la distància, menjant el cos mort del que ells suposen que és un animal. Allí també troben recreacions de les seves pertinences personals i escolten crits estranyament familiars. Es pregunten per què els seus fills estan tan preocupats amb aquesta escena de la mort, per això decideixen trucar a un psicòleg.